# 威诺纳 (明尼苏达州)
威諾納（英語：Winona）是一個位於美國明尼蘇達州威諾納縣的都市。根據2020年美國人口普查，該地共人口25,948人，而該地的面積約為62.50平方千米。同時該地也是威諾納縣的縣治。

## 地理
威諾納的座標為44°03′00″N 91°38′00″W / 44.05000°N 91.63333°W，而該地的平均海拔高度為380米（即1247英尺）。